# Denny Landzaat
Denny Domingues Landzaat (ur. 6 maja 1976 w Amsterdamie) – holenderski piłkarz, grający na pozycji ofensywnego pomocnika.
Denny Landzaat jest wychowankiem słynnej szkółki piłkarskiej Ajaksu Amsterdam. Jednak szkoleniowcy pierwszego zespołu nie poznali się na talencie tego piłkarza a najlepszym dowodem jest, że w barwach Ajaksu rozegrał tylko 1 mecz w Eredivisie (30 marca 1996 roku w meczu z Rodą Kerkrade). Latem 1996 pożegnano go bez żalu i Landzaat odszedł do 2-ligowego wówczas MVV Maastricht. Z MVV już zawodnik podstawowej jedenastki awansował do Eredivisie, a w 1999 roku przystał na ofertę Willem II Tilburg. Okres kariery w zespole z Tilburga może zaliczyć do niezwykle udanych. W sezonie 2000/2001 strzelił 12 bramek w lidze a w następnym (2001/2002) dołożył 16. Grał na tyle dobrze, że w zimowym oknie transferowym w 2004 roku odszedł do coraz silniejszego AZ Alkmaar. W drużynie z Alkmaaru z sezonu na sezon potwierdza swój talent i jest ważnym ogniwem zespołu w środkowej linii. Na dodatek Landzaat nadal jest bramkostrzelnym pomocnikiem. W dopiero zakończonym sezonie 2005/2006 pomógł AZ Alkmaar w zdobyciu wicemistrzostwa Eredivisie, a do sukcesów należy także awans do półfinału Pucharu UEFA w sezonie 2004/2005, w którym to AZ Alkmaar był rewelacją rozgrywek. W lecie 2006 Landzaat zmienił barwy klubowe – za 4,4 mln euro przeszedł do klubu grającego w Premiership, Wigan Athletic. W barwach Wigan rozegrał 54 spotkania w których zdobył 5 goli. Na początku 2008 roku Landzaat przeszedł do Feyenoordu Rotterdam, podpisując 3,5 letnią umowę. Suma transferu wyniosła milion funtów. W latach 2010–2013 grał w FC Twente. W sezonie 2010/2011 zdobył z nim Puchar Holandii. W 2013 roku zakończył karierę.
W reprezentacji Holandii Landzaat debiutował za kadencji Louisa van Gaala, grając jeszcze w Willem II, a debiut miał miejsce 2 czerwca 2001 roku podczas wygranego 4-2 meczu z reprezentacją Estonii. Jednak dopiero za kadencji Marco van Bastena Landzaat ma dużo więcej szans na pokazanie się w barwach Oranje. W reprezentacji rozegrał 38 meczów i zdobył w nich 1 gola, a sukcesem było znalezienie się w 23-osobowej kadrze na finały Mistrzostw Świata w Niemczech.

## Kariera
| Sezon   | Klub              | Kraj          | Rozgrywki | Mecze | Bramki |
| ------- | ----------------- | ------------- | --------- | ----- | ------ |
| 1995/96 | AFC Ajax          | Eredivisie    | Holandia  |       | 0      |
| 1996/97 | MVV Maastricht    | Eerstedivisie | Holandia  | 34    | 2      |
| 1997/98 | MVV Maastricht    | Eredivisie    | Holandia  | 34    | 4      |
| 1998/99 | MVV Maastricht    | Eredivisie    | Holandia  | 34    | 4      |
| 1999/00 | Willem II Tilburg | Eredivisie    | Holandia  | 25    | 3      |
| 2000/01 | Willem II Tilburg | Eredivisie    | Holandia  | 33    | 12     |
| 2001/02 | Willem II Tilburg | Eredivisie    | Holandia  | 34    | 16     |
| 2002/03 | Willem II Tilburg | Eredivisie    | Holandia  | 34    | 5      |
| 2003/04 | Willem II Tilburg | Eredivisie    | Holandia  | 13    | 2      |
| 2003/04 | AZ Alkmaar        | Eredivisie    | Holandia  | 17    | 3      |
| 2004/05 | AZ Alkmaar        | Eredivisie    | Holandia  | 33    | 10     |
| 2005/06 | AZ Alkmaar        | Eredivisie    | Holandia  | 29    | 9      |
| 2006/07 | Wigan Athletic    | Premiership   | Anglia    | 33    | 2      |
| 2007/08 | Wigan Athletic    | Premiership   | Anglia    | 19    | 3      |
| 2007/08 | Feyenoord         | Eredivisie    | Holandia  | 11    | 2      |
| 2008/09 | Feyenoord         | Eredivisie    | Holandia  | 7     | 1      |
| 2009/10 | Feyenoord         | Eredivisie    | Holandia  | 20    | 2      |
| 2010/11 | FC Twente         | Eredivisie    | Holandia  | 27    | 2      |
| 2011/12 | FC Twente         | Eredivisie    | Holandia  | 16    | 0      |
| 2012/13 | FC Twente         | Eredivisie    | Holandia  | 7     | 0      |